# سیارک ۲۱۳۹۶
سیارک ۲۱۳۹۶ (به انگلیسی: 21396 Fisher-Ives، نامگذاری:1998FC52) بیست و یک هزار و سیصد و نود و ششمین سیارک کشف شده‌است که در ۲۰ مارس ۱۹۹۸ کشف شد.
قدر مطلق سیارک برابر ۸.۵ است.